# Eidsivatinget
Eidsivatinget (norrønt: Heiðsævisþing) var et ting, der blev holdt fra starten af 1000-tallet frem til 1600-tallet på Eidsvoll i Akershus, Norge.
Eidsivatinget menes at være blevet oprettet af kong Olav Haraldsson (den Hellige), som var norsk konge fra 1015 til 1028. De lokale ting, som tidligere havde fundet sted, blev under Olav flyttet til Eidsvoll, og det var ham, der fastsatte den afgrænsning, som området senere fik. Lagtinget omfattede Opplandene, altså det indre Østlandet.
Eidsivatingloven var den lov, der blev anvendt ved Eidsivatinget. Tingordningerne på Østlandet (Eidsivatinget og Borgartinget) er dårligere kendt end tinget i Vestnorge (Gulatinget), fordi lovteksterne stort set er gået tabt. Det er kun kristenretterne, der er bevaret. Man antager dog, at nogle afsnit i Magnus Lagabøtes landslov fra 1274 stammer fra en østnorsk lovbog, som kan have været Eidsivatingloven. Samlingerne på Eidsvoll ophørte i årene 1619–1620, hvor der blev valgt nye lagmænd i Oslo og Hamar.
Eidsivatingloven kan være blevet nedskrevet i 1100-tallet, men er i så fald senere gået tabt.

## Navn
Navnet Eidsivating stammer fra gammelnorsk Heiðsævisþing, som kan oversættes til Heidsjøtinget. Heiðsær (Heidsøen) er det, vi i dag kalder Mjøsa, altså heidernes sø. Heiderne (heinene) var folkeslaget, der boede i og omkring det, vi i dag kalder Hedmarken (af Heiðmǫrk). Det gamle navn heiðsævislǫg (Eidsivaloven), som blev brugt om lovene knyttet til tinget, har samme oprindelse.